# Víctor Vaillant
Víctor Vaillant (Montevideo, 16 de agosto de 1944) es un político uruguayo. Fue elegido diputado por el Partido Colorado en 1984, y en 2004 senador por el Frente Amplio.

## Carrera
Vaillant fue dirigente sindical de la Asociación de Funcionarios del CASMU y de la Federación Uruguaya de la Salud (fundador de esta última). En varias oportunidades fue detenido, junto a otros dirigentes sindicales, por las fuerzas represivas y confinado en establecimientos militares en el marco de las «Medidas Prontas de Seguridad» impuestas desde el gobierno del presidente Jorge Pacheco Areco. Fue invitado a integrar el estrado que preside el impresionante acto del Plenario Intersindical de Trabajadores (PIT) el 1 de mayo de 1983.

## Épocas de dictadura
Como integrante de la Comisión de Derechos Humanos del Partido Colorado, reclama la amnistía general e irrestricta para los presos políticos de la dictadura, siendo la primera vez que se levantaba en un acto público el reclamo de la amnistía. Manuel Flores Mora intervino inmediatamente dando su apoyo al reclamo en un memorable discurso.
En el año 1983, viajó a Europa a reunirse con las colectividades de exiliados en varios países y con la central sindical sueca. Junto a Ernesto de los Campos, compañero de dirección del semanario Convicción, visitó España, Francia, Suiza, Italia, Grecia, Dinamarca, Holanda y Suecia. En octubre y noviembre de ese año se reunió con las organizaciones de exiliados uruguayos en cada uno de esos países, y en Suecia gestionaron y obtuvieron apoyo económico para el semanario, ante la central de trabajadores suecos. Reunidos en Madrid, los primeros días de noviembre, con el dirigente sindical y militante socialista en el exilio Artigas Melgarejo, concibieron la idea de organizar un viaje al Uruguay de los hijos de los exiliados políticos uruguayos en Europa. Pocos días después, de regreso en Montevideo, escribió un editorial con su firma en el semanario Convicción lanzando la idea; veinticuatro horas más tarde, se creó la Comisión del Reencuentro de los Uruguayos, presidida por Vaillant, para organizar a nivel local el mencionado viaje.
El 26 de diciembre de 1983, ante el desconcierto de la dictadura, un vuelo de Iberia ponía en el aeropuerto 154 niños, hijos de uruguayos que tenían prohibido su ingreso al Uruguay, y se provocaba una de las movilizaciones populares más importantes que la historia del país conoció. Una multitud los recibió en la calle, a lo largo de todo el trayecto desde el aeropuerto hasta la Ciudad Vieja, bajo el grito de «¡Tus padres volverán!».
En febrero de 1984 fue designado por la recientemente integrada dirección del PIT para viajar a España a reunirse con los principales dirigentes de la proscrita Convención Nacional de Trabajadores (CNT) en el exilio.
Viajó a México invitado por los exiliados uruguayos nucleados en Convergencia Democrática. Los compatriotas integrantes de dicha organización en el exilio lo invitaron a ese país para reunirse con ellos en marzo de 1984, y estando aún en México, aceptó una invitación del gobierno cubano para visitar la isla, reuniéndose con autoridades del gobierno —entre ellos, Fidel Castro— y exiliados uruguayos allí radicados.

## Cargos políticos
En las elecciones nacionales de noviembre de 1984 es electo diputado por la Corriente Batllista Independiente (CBI), de Manuel Flores Silva, que obtiene más de 70 000 votos: le corresponde ocupar una banca en el Senado y dos en Diputados. Asume como diputado el 15 de febrero de 1985, en el primer parlamento democrático luego de doce años de dictadura. Es electo como miembro titular del Comité Ejecutivo Nacional del Partido Colorado para el período 1985-1990. El 5 de marzo de 1985, a escasos veinte días de haber asumido su banca y solo cinco días después de haberse instalado el doctor Julio María Sanguinetti como presidente de la república, presenta junto al diputado Daniel Lamas la primera iniciativa parlamentaria para liberar a los presos políticos de la dictadura.
A fines de 1986, se aprueba la Ley de Caducidad; Vaillant es el único diputado colorado que se le opone. Como consecuencia del apoyo de Flores Silva a esta ley, Vaillant se desvincula de la CBI y crea el Movimiento de Reafirmación Batllista.
En enero de 1989 viaja a Cuba invitado personalmente por Fidel Castro para la conmemoración de los 30 años de la Revolución. La delegación uruguaya es integrada además por Raúl Fernando Sendic y varios dirigentes políticos de distintos partidos. 
En las elecciones de noviembre de 1989, se postula al Senado por su sector, sin resultar electo. Al año siguiente, habiendo dejado su banca de diputado, se consulta su opinión y disposición para ocupar cargos de responsabilidad política en el gobierno del nacionalista Luis Alberto Lacalle, por parte de las autoridades de su partido. Su negativa es inmediata, manifestando que las diferencias ideológicas y programáticas se lo impedían. Vuelve a actividades privadas. 
En 1995 es designado por el segundo gobierno de Julio María Sanguinetti como presidente del ente autónomo estatal Administración de Ferrocarriles del Estado (AFE), cargo que ocupa hasta 1998. Durante su administración se vendió la Estación Central General Artigas para desarrollar un proyecto inmobiliario, y parte del ramal a Maldonado en desuso para construir una carretera. En las elecciones internas de abril de 1999, se presenta como precandidato presidencial dentro del Partido Colorado, ya en un clima de alejamiento respecto a la línea programática de sus principales dirigentes, y obteniendo una reducida votación.
En marzo de 2000, junto a excompañeros del Movimiento de Reafirmación Batllista, funda el Movimiento Claveles Rojos. La asamblea fundacional se realiza el 25 de marzo, siendo electo secretario general, ingresando el movimiento como un nuevo sector al Encuentro Progresista del Frente Amplio. En el 2003, junto con dirigentes del Movimiento de Participación Popular, funda el Espacio 609, integrado también por el movimiento egresado del Partido Nacional Columna Blanca. Esta lista es la más votada dentro del Frente Amplio. En 2004 es electo senador de la república por el Frente Amplio.
Concluida la campaña por las elecciones internas de junio de 2009, Vaillant declaró su intención de retirarse de la política y darle paso a las nuevas generaciones.